# エイハン・ジャパン
エイハン・ジャパン株式会社は、米国エイハン・レンタルの日本法人である。
スノーケル（英: SNORKEL JP）ブランドの高所作業車やローリングタワーの販売を行う。
旧社名：タンフィールド・パワード・アクセス・リミテッド　～2014年10月

## 概要
高所作業車・ローリングタワー・テレハンドラーなどの高所作業機器の販売、修理、点検を行う。

## 所在地
- 国内
  - 本社 東京都港区芝浦3-15-2 山本ビル3F
  - 関西支店  大阪府摂津市鳥飼新町1-14-3
  - 横浜工場 神奈川県横浜市金沢区鳥浜町12-11 カジタビル内